# Gilda Bartoloni
Gilda Bartoloni (Roma, 2 settembre 1944) è un'etruscologa italiana, specializzata nella protostoria etrusca e latina, con particolare attenzione alle fasi villanoviana e laziale.

## Biografia
Laureatasi nel 1967 con Massimo Pallottino, è stata docente di etruscologia e antichità italiche nelle università di Lecce (1976-1980), Siena (1981-2000) e alla Sorbona (2001-2002) di Parigi. Dal 1980 al 2014 è stata professore associato e poi ordinario di etruscologia e archeologia italica presso la facoltà di scienze umanistiche dell'università "La Sapienza" di Roma, e visiting professor nelle università di Vienna e di Copenhagen. È presidente della Fondazione Marco Besso membro dell'Istituto nazionale di studi etruschi ed italici, dell'Istituto di studi romani, dell'Istituto archeologico germanico, della Pontificia accademia romana di archeologia.
La produzione scientifica della Bartoloni riguarda la protostoria etrusca e latina, con particolare attenzione alla fase villanoviana e a quella laziale; e i rapporti culturali e commerciali delle popolazioni italiche con le altre popolazioni del mar Mediterraneo. Si è occupata della rappresentazione femminile nel sacro e delle sepolture femminili nelle necropoli etrusche.

## Opere
- Le tombe da Poggio Buco nel museo archeologico di Firenze, in Istituto nazionale di studi etruschi. Monumenti etruschi, vol. 3, Firenze, Leo S. Olschki, 1972.
- Documenti ostiensi. Le tombe nn. 23 et 68 bis della necropoli arcaica di Castel di Decima, Soprintendenza alle antichità di Ostia, 1974.
- Materiali dell'età del bronzo finale e della prima età del ferro, Firenze, Centro Di, 1980.
- Le urne a capanna rinvenute in Italia, Roma, Giorgio Bretschneider Editore, 1987.
- La cultura villanoviana. All'inizio della storia etrusca, Roma, Carocci Editore, 2002.
- Le società dell'Italia primitiva. Lo studio delle necropoli e la nascita delle aristocrazie, Roma, Carocci Editore, 2003.
- Il culto degli antenati a Veio. Nuove testimonianze, Roma, Officina edizioni, 2011.
- Introduzione all'etruscologia, Milano, Hoepli, 2012.
- Riflessioni su Pyrgi. Scavi e ricerche nelle aree del santuario, Roma, L'Erma di Bretschneider, 2013.

### Con altri autori
- Gilda Bartoloni e Filippo Delpino, Per una revisione critica della prima fase villanoviana di Tarquinia, Roma, Accademia dei Lincei, 1970.
- (DE) Gilda Bartoloni e Maja Sprenger, Die Etrusker: Kunst und Geschichte, Monaco, Hirmer, 1977.
- Gilda Bartoloni e Filippo Delpino, Veio I. Introduzione allo studio delle necropoli arcaiche di Veio. Il sepolcreto di Valle La Fata, Roma, Accademia dei Lincei, 1979.
- (DA) Gilda Bartoloni et al., Ficana. En milesten på veien til Roma, København, Museum Tusculanums, 1980.
- Gilda Bartoloni e Maja Sprenger, Etruschi. L'arte, Milano, Jaca Book, 1983.
- Gilda Bartoloni e Filippo Delpino (a cura di), Oriente e Occidente: metodi e discipline a confronto. Riflessioni sulla cronologia dell'età del ferro in Italia, Roma, Istituti editoriali e poligrafici internazionali, 2005.
- Gilda Bartoloni e Gilda Benedettini, Veio. Il deposito votivo di comunità, in Corpus delle stipi votive in Italia, vol. 21, Roma, Giorgio Bretschneider Editore, 2011.